# François Asselineau
François Asselineau (fʁɑswa asəlino; * 14. září 1957 Paříž Francie) je francouzský politik a generální inspektor finanční správy, zpočátku člen Rassemblement pour la France (RPF) [Sdružení za Francii], následně založil vlastní politickou stranu Union Populaire Républicaine (UPR) [Lidová republikánská unie], jejíž program si klade za cíl unilaterální vystoupení Francie z Evropské unie, z eurozóny a z NATO. V roce 2012 oznámil svou kandidaturu v prezidentských volbách, nepodařilo se mu však získat 500 podpisů od zvolených zastupitelů, které by mu dovolily tuto kandidaturu oficiálně potvrdit. V následujících prezidentských volbách z roku 2017 již kandidoval, umístil se s 0,92 % na 9. místě.

## Studium
Po maturitě s hodnocením « Výborně » se François Asselineau zapisuje na École des hautes études commerciales (HEC) [Vysoká škola obchodní] v Paříži. V roce 1980 studium dokončil a získal magisterský diplom (MSc) v oboru Management v programu Grande École. V roce 1982 po skončení základní vojenské služby byl na základě přijímacích zkoušek přijat na École nationale d'administration (ENA) Vystudoval jako druhý nejlepší v ročníku (ročník Léonard de Vinci) obor zaměřený na ekonomickou administrativu. Hned po ukončení studií v roce 1985 nastupuje na Generální inspekci finanční správy, což je jeden ze tří velkých orgánů francouzského státu.

## Ministerská kariéra
François Asselineau započal svou kariéru v Japonsku. Zde působí v rámci své vojenské služby jako asistent (CSNE). Slouží zde v Oddělení pro ekonomický rozvoj. Po odchodu z ENA roku 1985 nastupuje na místo generálního inspektora v Generální inspekci finanční správy.
V letech 1989 až 1990 působí jako šéf mise v Crédit National. Je také generálním ředitelem Société d'analyse et de diagnostic économique et financier (SADEF) [Společnost pro ekonomickou a finanční analýzu a diagnostiku]. V roce 1991 se stává šéfem mise odboru Asie – Oceánie na Direction des Relations étrangères économiques (DREE) Ministerstva hospodářství a financí ve vládě Pierra Bérégovoye. Roku 1993 vstupuje do kabinetu Gérarda Longueta, ministra průmyslu a zahraničního obchodu ve vládě Edouarda Balladura, kde bude působit jako poradce pro mezinárodní záležitosti.
V roce 1995 je François Asselineau jmenován ředitelem ministerského kabinetu Françoise de Panafieu, ministryně pro rozvoj turismu ve vládě Juppé I. O několik měsíců později, v lednu 1996, se stává náměstkem kabinetu Hervé de Charettea, ministra zahraničí ve vládě Juppé II, «kde má na starosti Asii, Oceánii, Latinskou Ameriku a ekonomické otázky. Z tohoto titulu připravuje cesty prezidenta republiky a ministra zahraničí především do Číny, Japonska, jihovýchodní Asie a Latinské Ameriky. Účastní se jednání a setkává se s řadou vůdčích osobností této planety od papeže Jana Pavla II. až po japonského císaře či od Nelsona Mandely až po státní vůdce Brazílie, Argentiny, Saúdské Arábie, Číny (Jiang Zemin, Li Peng), Vietnamu, Indonésie atd.»

## Působení v politice
Po rozpuštění Národního shromáždění v dubnu 1997 se François Asselineau vrací do Generální inspekce finanční správy. Naváže spolupráci s mužem jménem Charles Pasqua. Ten se v lednu 1999 rozhodne protestovat proti ratifikaci Amsterodamské smlouvy bez referenda, a to tak, že představí v červnových volbách do Evropského parlamentu kandidátní listinu. Poprvé je tak François Asselineau stoupencem politické strany a stává se členem celorepublikového výboru Rassemblement pour la France (RPF). Bude zde působit jako ředitel pro průzkum a mluvčí až do podzimu roku 2005.
27. července roku 2000 se François Asselineau stává náměstkem ředitele generální rady departmentu Hauts-de-Seine, přičemž je pověřen zabývat se ekonomickými a mezinárodními záležitostmi. Následující rok, 19. března 2001, je zvolen pařížským radním na kandidátce odštěpené pravicové strany, která vznikla dohodou mezi Jeanem Tiberiem et Charlesem Pasquou a kterou vedl v 19. obvodu Paříže. Získává 15,8% hlasů v druhém kole proti dvěma kandidátům - socialistickému (kandidátka sjednocené levice) a pravicovému (RPR-UDF). 23. května 2001 ho Charles Pasqua, předseda generální rady departmentu Hauts-de-Seine, jmenuje ředitelem své kanceláře. Poté, co v dubnu 2004 nastoupil na předsednické místo Charlese Pasquy v generální radě, byl François Asselineau v říjnu téhož roku jmenován Nicolasem Sarkozym generálním zmocněncem v oblasti ekonomických strategií na Ministerstvu hospodářství a financí. Jeho post je však velmi rychle zrušen, v čemž sám François Asselineau spatřuje opatření, jak jej odstranit, jelikož « jeho analýzy, přestože byly nezvratné, nebyly vítány ».
31. prosince 2004 se François Asselineau rozhodl připojit ke skupině Union pour un mouvement populaire (UMP) v pařížské radě. Tuto skupinu opouští 3. listopadu 2006, aby nadále mohl zasedat s nezávislými zastupiteli. Stalo se hned poté, co byla Françoise de Panafieu, bývalá ministryně, v jejímž kabinetu za vlády Juppé II působil jako ředitel, zvolena předsedkyní pařížské rady. Kandidovala za UMP. Přidává se tedy k řídícímu výboru strany Rassemblement pour une France indépendante et souveraine (RIF) [Sdružení za nezávislou a suverénní Francii]. Tuto stranu založil Paul-Marie Coûteaux. François Asselineau z ní však po třech měsících vystupuje, aby vytvořil svou vlastní politickou stranu.

## Vznik Union Populaire Républicaine (UPR)
Přesně v den 50. výročí od podpisu Římských smluv, 25. března 2007, založil François Asselineau novou politickou stranu Union Populaire Républicaine (UPR), « jejímž cílem je vyvázání Francie z evropských smluv, a to mírovou cestou, unilaterálně, demokraticky a v souladu s mezinárodním právem. […] UPR chce z Francie učinit světového hlasatele svobody, míru a spolupráce mezi lidmi a národy, přičemž zejména odmítá přikročit k pochybnému a nebezpečnému rozlišování, zda ta či ona země patří či nepatří na evropský kontinent. »
Od září 2007 François Asselineau a jeho mladá strana přispívají jedné politické odštěpené skupině, která se jmenuje Paris Libre [Svobodná Paříž] a kterou tvoří několik bývalých členů UMP. Tato skupina představí několik kandidátních listin proti UMP. François Asselineau povede kandidátní listinu pro 17. pařížský obvod proti Françoise de Panafieu. Nakonec však couvne, když promluví o silném tlaku, jenž byl vyvíjen na členy uvedené na jeho kandidátce.
UPR byla dlouho považována za nevýznamnou politickou skupinku, i samotný François Asselineau ji takto vnímal. Avšak od roku 2012 počet jejích stoupenců význačně roste, ze 707 členů na konci roku 2011 se strana rozrostla na 2140 členů na konci roku 2012. 25. března 2014 se podle UPR počet stoupenců pohyboval kolem 4400. Členy strany najdeme ve všech francouzských departementech, a dokonce i v zahraničí, a to ve 54 státech.

## Kandidatura v prezidentských volbách roku 2012
V lednu 2011 oznamuje François Asselineau svůj záměr kandidovat na prezidenta Francouzské republiky ve volbách roku 2012. Svou kandidaturu potvrdil v prosinci 2011 na národním kongresu Union Populaire Républicaine. Jelikož nedokázal získat 500 podpisů od zvolených zastupitelů, nefiguroval mezi oficiálními kandidáty schválenými Ústavní radou v pondělí 19. března 2012.

## Politické názory
François Asselineau hlásá své politické názory s cílem shromáždit všechny Francouze, přičemž se snaží zůstat mimo politickou debatu, ať je levicová či pravicová, « aby vrátil Francii svobodu a demokracii. Toto v prvé řadě znamená právně vypovědět evropské smlouvy […] a vymanit hospodářství, veřejný sektor a média z rukou soukromých magnátů. » Unilaterální odstoupení Francie z Evropské unie (EU) by se uskutečnilo v souladu s článkem 50 Maastrichtské smlouvy (Smlouvy o Evropské unie), v němž je daná možnost uvedena a platí pro všechny členské státy.
Vzhledem k tomu, že « opravdová moc je dnes v rukách Centrální evropské banky ve Frankfurtu n/M, dále v Bruselu a v případě NATO ve Washingtonu », tvrdí François Asselineau, « že nemůžeme nic konat, dokud jsme uvnitř Evropské unie, protože jsme vázáni smlouvami. Navrhuji tedy vystoupit z Evropské unie, z eurozóny a z NATO, abychom znovu nalezli národní suverenitu. » Kromě toho také hovoří o záštitě Spojených států, které podle jeho názoru « od konce 2. světové války vytrvale pracovaly na « budování Evropy » jakožto hlavní strůjce, iniciátor a investor », přičemž se obává, aby to nevedlo k « celosvětovému apartheidu bílých ».
François Asselineau se nechal inspirovat programem vlády, který vypracovala a uveřejnila Národní odbojová rada 15. března 1944. Do svého programu zahrnul mimo jiné i určitý počet ústavních reforem. Jejich cílem by bylo « znovuobnovení demokracie » (zákaz přesunu neomezené nejvyšší moci v čase, zřízení referenda, které by vycházelo z iniciativy občanů, uznání bílých /prázdných/ hlasovacích lístků ve volbách ...). Dále by se jednalo o ustanovení, která by « tisku navrátila jejich nezávislost, pokud jde o vliv státní moci a moci finančních subjektů» (vytvoření veřejné služby kontrolující nezávislost informací, zákonů zabraňujících soustředění médií, zákona umožňujícího zestátnění TF1...). Počítá také s hospodářskými opatřeními (navrácení původní role Francouzské bance, tj. financování státu, obnovení kontroly pohybu kapitálu, potvrzení ústavního principu o veřejném vlastnictví velkých společností působících ve veřejném sektoru ...).

## Situace v médiích
François Asselineau začal psát pod pseudonymy do několika revue. Ve svých textech analyzoval důvody, kvůli nimž budování Evropy « vede Francii z hlediska politického, ekonomického, sociálního a morálního do slepé uličky historického významu ».
Po vzniku UPR zahajuje cyklus konferencí pořádaných ve Francii a Belgii. Jejich šíření po internetu mu dopomohlo k získání značného počtu posluchačů. Podle něj byl blok konferencí, který je přístupný na internetu, zhlédnut na konci roku 2012 více než milionkrát. Podle průzkumu Alexy Rankinga ze 7. ledna 2013, který zjišťoval umístění 29 francouzských politických stran na světovém žebříčku podle návštěvnosti jejich internetových stránek, se UPR umístila na 4. místě, hned po Parti socialiste (PS) /Socialistická strana/ a před Front de gauche (FG) /Levicová fronta/.
I přesto, že je François Asselineau pravidelně zván do regionálních francouzských médií a do dvou velkých ruských médií (RIA Novosti ; Russia Today), zůstává stále neviditelný ve velkých francouzských médiích, která obviňuje z cenzury. Jakožto prezidentský kandidát ve volbách v roce 2012 pochopil, že francouzská média nerespektovala doporučení Conseil supérieur de l'audiovisuel [Vrchní audiovisuální rady]. Poté, co podal stížnost, Conseil supérieur de l'audiovisuel potvrdila, že se všemi kandidáty by se mělo jednat nestranně a že k posouzení reprezentativnosti kandidáta by měly být brány v úvahu všechny nástroje komunikace, včetně internetu.
François Asselineau rovněž obvinil francouzskou Wikipedii z cenzurování jeho stránky. Podle Numerama.com byla stránka nejednou smazána francouzskou Wikipedií, a to z důvodu, podle jejích tvůrců, že François Asselineau by nesplňoval kritéria, co se týče jeho proslulosti.